# Santi & peccatori
Santi & peccatori è il primo album del cantautore italiano Brando, pubblicato dall'etichetta discografica Polydor e distribuito dalla PolyGram nel 1992.
L'album, disponibile su long playing, musicassetta e compact disc, è prodotto da Francesco Virlinzi. I brani sono interamente composti dall'interprete ad eccezione di Donne in amore, firmato da Rinaldi.
Dal disco viene tratto il singolo Oh Mary/Non si vive di sogni.

## Tracce

### Lato A
1. Oh Mary
2. Donne in amore
3. Bambina mia
4. Io rimango qui
5. Un'altra notte
6. Luna piena

### Lato B
1. Colorando l'impossibile
2. Senz'anima
3. Padre mio
4. Solo vent'anni
5. Non si vive di sogni